# Soft law
La locuzione soft law, prestito non adattato dall'inglese, indica nel linguaggio giuridico una norma priva di efficacia vincolante diretta. 
La ragione del ricorso a norme del genere può stare nell'esigenza di creare una disciplina flessibile, in grado di adattarsi alla rapida evoluzione che caratterizza certi settori della vita economica o sociale oppure di recepire all'interno dell'ordinamento norme di soft law emanate da organizzazioni internazionali. 

## Origine concettuale
Il concetto nasce nel diritto internazionale degli anni settanta del XX secolo come strumento alternativo al trattato internazionale, utilizzato quando, per vari motivi, le parti non vogliono o non possono ricorrere al medesimo.
Il concetto è piuttosto sfumato, denotando una variegata gamma di fenomeni normativi: dai codici di autoregolamentazione adottati da singole imprese o altre organizzazioni, ai codici deontologici o simili adottati da associazioni professionali o di categoria; da taluni atti di diritto internazionale, alle raccolte di principi e regole, di origine spontanea, elaborate da organizzazioni nazionali o internazionali, governative o non governative, sebbene le loro norme possano essere successivamente recepite in un trattato.
Si può far rientrare nella soft law anche l'odierna lex mercatoria, il corpo di regole create dalla comunità dei commercianti per le esigenze del commercio internazionale. Si tratta di regole di diversa origine, sorte soprattutto dalla prassi (in particolare quella desumibile dalle decisioni di alcune importanti camere internazionali di arbitrato), la cui natura è, peraltro, molto controversa, tanto che c'è chi ne nega l'esistenza.

## Caratteri generali
La soft law si contrappone, quindi, ai tradizionali strumenti di normazione (leggi, regolamenti ecc. la cosiddetta hard law), emanati secondo determinate procedure da soggetti che ne hanno l'autorità (parlamenti, governi ecc.), i quali producono norme dotate di efficacia vincolante nei confronti dei destinatari.

Gli accordi di questo genere non creano obblighi giuridici tra le parti contraenti (secondo il principio "pacta sunt servanda") ma solo impegni politici il cui rispetto è rimesso alla volontà delle parti. Tuttavia anche gli atti normativi veri e propri possono produrre norme di soft law qualora scelgano di imporre al destinatario obblighi non vincolanti sul piano giuridico (soft obligation).
In mancanza di un'efficacia vincolante diretta, la garanzia dell'osservanza delle norme di soft law riposa sul fatto che chi le ha emanate coincide con il loro destinatario (autoregolamentazione) oppure sull'autorevolezza del soggetto che le ha emanate e, quindi, sulla forza persuasiva di quest'ultimo. Tali norme non danno luogo a situazioni giuridiche soggettive direttamente tutelabili in sede giurisdizionale; ciò non toglie che il giudice ne possa tenere indirettamente conto.
In altri casi, le norme emanate possono definirsi di soft law in quanto si limitano a fissare principi di carattere generale lasciando ai destinatari margini più o meno ampi di autonomia nella scelta dei modi con cui dare attuazione alle norme stesse. Un esempio è quello delle direttive e delle linee guida adottate dall'Unione europea che, nello stabilire norme di base (la "cornice giuridica") vincolanti per tutti gli Stati membri, rimettono comunque all'autonoma determinazione di questi ultimi la scelta della forma puntuale in cui recepirle negli ordinamenti nazionali. 
Tale scelta può essere considerata un'applicazione del principio di proporzionalità del diritto comunitario, come definito dall'art. 5, par. 4, co. 1 del Trattato sull'Unione Europea, il quale afferma: "Il contenuto e la forma dell'azione dell'Unione si limitano a quanto necessario per il conseguimento degli obiettivi dei trattati".

## Nel diritto dell'economia
L'adesione alla logica del mercato impone che la normativa in campo bancario e finanziario sia composta da regole rigide, che ripetono il tradizionale schema delle fonti (cd. hard law) e da regole più flessibili, che recepiscano le istanze degli operatori (cd. soft law). A seguito della deregulation, gli spazi di libertà hanno consentito agli intermediari di adottare spontaneamente comportamenti conformi alle indicazioni delle autorità di settore o di altri soggetti, sulla base di mere considerazioni di opportunità. Consegue uno specifico rilievo della soft law nell'ambito del mercato dei capitali, nonostante la recente crisi finanziaria abbia dimostrato che tali regole non siano adatte a fronteggiare gli effetti negativi delle turbolenze.

## Nel diritto internazionale
Un altro strumento normativo utilizzato nel diritto internazionale che si può fare rientrate nel concetto di soft law è la raccomandazione, atto emanato da un'organizzazione internazionale che indica al destinatario un comportamento da tenere per conseguire determinati risultati ritenuti desiderabili, ma le cui prescrizioni non danno luogo a sanzione in caso d'inosservanza. Un esempio sono le raccomandazioni emanate dall'Unione europea.

## Utilizzo del concetto in altri ambiti

### Bioetica
Un esempio di materia in cui la soft law ha un ruolo rilevante è la bioetica. Le principali dichiarazioni internazionali in materia (Codice di Norimberga, Dichiarazione di Helsinki, Rapporto Belmont, Principi di Barcellona ecc.) offrono un comune punto di riferimento per affrontare e stimolare il dibattito in ambito etico; sono, inoltre, un'occasione per adottare degli standard in paesi dove in precedenza la materia era poco o per nulla disciplinata.
L'UNESCO è stata in prima linea per l'elaborazione di standard internazionali che avessero l'obiettivo di incoraggiare e guidare gli stati membri delle Nazioni Unite per assicurare che le attività biomediche fossero portate avanti con il pieno rispetto della dignità dell'uomo e dei suoi diritti inviolabili. Secondo alcuni autori la soft law ha avuto un ruolo importante nella regolamentazione di tali diritti, promuovendo una visione globale del loro rispetto e della loro tutela.